# 光海，成为王的男人
《光海，成为王的男人》（：／）是2012年9月13日上映于韩国的古装電影，韓國第7部超過1000萬觀影人次的本土電影。在第49屆大鐘獎奪得最優秀作品獎、最佳男主角獎、導演獎等等15個獎項。

## 剧情介紹
朝鲜王朝时期，为了逃避被毒杀的命运，光海君想出一个主意，找与自己相貌相像的平民當盾牌，两个人因故互换身份15天。

## 演员陣容
| 演员   | 角色     | 介紹                   | 台灣配音 |
| 李炳宪 | 光海君   | 朝鲜王朝第十五代君主   | 宋克軍   |
| 李炳宪 | 河善     | 平民百姓               | 宋克軍   |
| 柳承龙 | 許筠     | 都承旨，代理事务大臣。 | 康殿宏   |
| 韓孝周 | 廢妃柳氏 | 光海君的王妃           | 巫玉羚   |
| 張光   | 趙內官   |                        | 袁光麟   |
| 金吝勸 | 護衛     | 光海君的護衛           | 梁興昌   |
| 沈恩敬 | 詩月     | 宮女                   | 鄭可欣   |
| 李正朗 | 大臣     |                        |          |
| 李伊   | 安尚宮   | 王在宮外寵愛的女人     |          |
| 李準赫 | 縣監     |                        |          |
| 金明坤 | 朴春秀   | 特別出演               | 陳進益   |

## 票房
據影片投資和發行公司CJ娛樂統計，2012年10月20日（上映第38天）下午8時觀影人數突破1000萬人次，成為韓國本土電影史上第7部、2012年繼《盜賊門》後第2部觀影人數突破千萬的影片。韓國電影首度在一年內誕生兩部突破千萬觀影人數的影片，創下韓國影史新紀錄。截止12月12日，以1230萬4000人次的觀影總數超越2005年《王的男人》所保持的紀錄。。最終觀影人次為12,319,542人次。

## 花絮
2012年8月13日，电影的影片制作发布会在首尔市举行。
电影中融入喜剧诙谐因素。
2012年10月13日晚間，為了慶祝觀影人數即將突破1000萬，導演秋昌民和主要演員李炳憲、柳承龍和韓孝周等人穿上片中的戲服，在首爾三成洞COEX會展中心舉辦了影迷答謝會。

## 獲獎
| - 第49屆大鐘獎 - 最優秀作品獎 - 導演獎（秋昌民） - 最佳男主角獎（李炳憲） - 最佳男配角獎（柳承龍） - 劇本獎 - 企劃獎 - 攝影獎 - 照明獎 - 配樂獎 - 美術獎 - 服裝獎 - 剪輯獎 - 影像技術獎 - 音響技術獎 - 人氣獎（李炳憲） | - 第49屆百想藝術大賞 - 電影部門 作品獎 - 電影部門 導演獎（秋昌民） - 第22屆釜日電影獎 - 釜日讀者評審團獎 - 男配角獎（柳承龍） - 第7屆亞太電影大獎（APSA） - 最佳男演員（李炳憲） |